# Hemeloog
Hemeloog is het vijftiende stripalbum uit de reeks De torens van Schemerwoude. Het vijftiende deel verscheen bij uitgeverij Arboris in 2012. Het album is geschreven en getekend door Hermann Huppen. 